# Franz Tamayo
Franz Tamayo Solares (ur. 28 lutego 1878, zm. 29 lipca 1956) – boliwijski polityk, intelektualista, pisarz, poeta i publicysta, ideolog indianizmu i krytyk wpływów hiszpańskich w kulturze boliwijskiej. W 1931 został ministrem spraw zagranicznych a w 1934, startując z listy Partii Liberalnej, zwyciężył w wyborach prezydenckich, nie objął jednak prezydentury na skutek ówczesnego przewrotu wojskowego.